# حسنا (مغنية مغربية)
حسنا (-) مغنية مغربية

## مشوارها الفني
انطلاقتها كانت من خلال تقديمها أغنية «يلا بينا يلا» عام 1995 تعاملت مع فنانين وشعراء منهم محمد سلطان وهاني مهنا ومكنها ذلك من دخول عالم الغناء، وقعت عام 2000 مع شركة ديلارا في بيروت عقدا أنتجت بموجبه أول البوم خاص بها وقد صدر عام 2001 ولاقى نجاحاً في الخليج ولبنان تعتبر أغنية «الرسالة» التي صورتها بطريقة الفيديو كليب بداية شهرتها ومعرفة الجمهور بها بالإضافة إلى عدة أغنيات شعبية منها أغنية «بين العصر والمغرب» الفلكلورية، تعتبر خطوتها بالعمل كدويتو مع المطرب العالمي اليوناني ديميس روسوس في أغنية «Far away» نقطة تحول في حياتها الفني من خلال توقيعها عقداً مع الشركة عبر ألبومها الثالث «حسنا 2002» شهرتها عربيا جاءت بعد تقديمها بتوزيع جديد أغنية عبد الوهاب الدكالي «مرسول الحب» عام 2003 عام 2004 وقعت عقدا مع روتانا قدمت معهم ألبومين منها بمبا قلبي في خطر ابتعدت بعدها عن الساحة الفنية بعد خلافات مع الشركة 

### حياتها الأسرية
تزوجت من اللبناني محمود خيزران عام 2007 لكنهما انفصلا.

## تجربتها في التمثيل
عام 2009 شاركت في بطولة مسلسل تلفزيوني «الهروب من الغرب» عرض خلال شهر رمضان المبارك، في أول تجربة تمثيلية لها من تأليف محمد الغيضي وإخراج خيري بشارة 

## ألبومات
| الألبوم       | العام | المنتج       |
| ------------- | ----- | ------------ |
| حقولك حظك حلو | 1996  | روتانا       |
| بلاش أنا      | 1999  | ميجا ستار    |
| حسنا 2001     | 2001  | ديلارا ماستر |
| بمبى          | 2005  | روتانا       |
| قلبي بخطر     | 2005  | روتانا       |

## أغاني مصورة
| الأغنية                            | المخرج       | العام | المنتج       |
| ---------------------------------- | ------------ | ----- | ------------ |
| حقولك حظك حلو                      | عادل عوض     | 1996  | art الموسيقى |
| إنت الحنان                         | عادل عوض     | 1996  | art الموسيقى |
| أنا كل ما أقول                     | عادل عوض     | 1996  | art الموسيقى |
| يلا بينا يلا مع فرقة "جيبسي كينغز" |              | 1999  | بلاها        |
| الرسالة                            | مارك حديفة   | 2001  | ديلارا       |
| مرسول الحب                         | كارولين لبكي | 2003  | ميلودي       |
| أنا كلي لك                         | عادل سرحان   | 2004  | روتانا       |
| بمبا                               | عادل سرحان   | 2005  | روتانا       |
| شوفو شوفو                          | عادل سرحان   | 2005  | روتانا       |
| حب ولا                             | أوليفر عجيل  | 2007  | روتانا       |
| يوم في العمر                       | غازي واكيم   | 2007  | روتانا       |